# Железнодорожная линия Ташгузар-Байсун-Кумкурган
Железнодорожная линия протяжённостью 223 километра, связывающая Каршинский и Термезский региональные железнодорожные узлы Узбекистана. Построена для объединения железных дорог юга страны в единую сеть, пересекает Гиссарскую горную систему. Открытие состоялось 24 августа 2007 года.

## Предпосылки
После распада СССР в 1991 году, Среднеазиатская железная дорога была разделена на участки по государственной принадлежности. Участок пути Талимарджан—Керкичи—Келиф железнодорожной линии Ташкент—Термез частично пролегал на территории Туркменистана. Поезда следующие из восточной части Узбекистана в Термез дважды пересекали границу (межгосударственные стыковые пункты Нишан/Талимарджан и Разъезд 161/Болдыр), из-за прохождения таможни тратилось лишнее время, кроме того для пассажиров требовалась транзитная виза Туркменистана.
Строительство железнодорожной линии Ташгузар—Байсун—Кумкурган позволяло уменьшить временные затраты при перемещении грузов из Сурхандарьинской области, а также должно было решать задачи комплексного освоения месторождений полезных ископаемых, улучшения транспортного обеспечения в железнодорожных перевозках, решения производственных и социальных задач новых регионов Кашкадарьинской и Сурхандарьинской областей, формирования единой железнодорожной сети Республики Узбекистан.

## Строительство
Проектирование велось силами проектных институтов «Боштранслойиха» и «Тоштемирйуллойиха». Разработка проектных решений началась в 1993 году, была завершена в 1995 году. Изначально сроки проектирования и строительства определялись на 1995—2000 годы, строительство железнодорожной линии Ташгузар-Кумкурган было определено государственной целевой программой. Заказчиком строительства выступила ГАЖК «Узбекистон темир йуллари»
Строительство железнодорожной линии было разделено на три участка:
| Название участка    | Начало строительства | Плановые сроки окончания строительства | Источник финансирования                                                                                |
| ------------------- | -------------------- | -------------------------------------- | --- |
| Ташгузар-Дехканабад | 1998 год             | 2005 год                               | средства государственного бюджета (20 %) и собственные средства ГАЖК «Узбекистон темир йуллари» (80 %) |
| Байсун-Кумкурган    | 1999 год             | 2005 год                               | средства государственного бюджета (20 %) и собственные средства ГАЖК «Узбекистон темир йуллари» (80 %) |
| Дехканабад-Байсун   | 2001 год             | 2008 год                               | льготный кредит Правительства Японии                                                                   |

Строительство участка Дехканабад—Байсун проходило в гористой местности, на высотах до 1800 метров. Объём проведённых земляных работ составил 52,5 миллиона кубометров, половина пришлась на бурение и взрыв скал. Всего, в ходе строительства было построено 43 моста и путепровода, один тоннель.
Строительство железнодорожной линии было завершено с опережением плановых сроков в 2007 году. Торжественная церемония открытия состоялась 24 августа 2007 года, в ней принял участие Президент Республики Узбекистан И. А. Каримов.
В 2012 году «Узбекистон темир йуллари» приступили к электрификации участка Карши — Термез протяженностью 325 км. Работы завершились в 2018 году.

## Эксплуатация
С 15 сентября 2007 года открыто сквозное движение грузовых поездов новой железнодорожной линии «Ташгузар—Бойсун—Кумкурган». Поездам назначением Ташгузар—Бойсун—Кумкурган присваиваются четные номера, а поездам назначением Кумкурган—Бойсун—Ташгузар присваиваются нечетные номера. С 20 августа 2009 года, по железнодорожной линии курсируют и пассажирские поезда. Пропускная способность составляет 14 пар поездов в сутки
Железная дорога пересекает горный хребет, высотой до 1800 метров, уклон пути достигает 18,5 ‰, на станции Окработ производится переключение автотормозов с равнинного режима на горный. Для пропуска вагонопотока установлена весовая норма поездов 2500 тонн с применением подталкивающего локомотива. Движение грузовых поездов на участке Ташгузар—Бойсун—Кумкурган осуществляется локомотивами серии 3ТЭ10М и 2ТЭ10М (толкач). Для данного участка на Ташкентском тепловозоремонтном заводе был специально разработан четырехсекционный тепловоз – 4ТЭ10М – 1306.

## Достигнутый эффект
Со сдачей в эксплуатацию новой железной дороги при участии иностранных инвестиций было начато строительство завода калийных удобрений в Дехканабаде. Заложена основа для освоения рудника полиметаллов Хонжиза и угольных рудников Шаргун и Байсун, строительства цементных заводов в Сурхандарьинской области.
После соединения железных дорог Термезского РЖУ с железными дорогами остальной части страны, появилась возможность строительства железнодорожной линии между Узбекистаном и Афганистаном, до города Мазари-Шариф. Строительство дороги было завершено в ноябре 2010 года.